# Небесное воинство
Небе́сное во́инство (ивр. צבאות‎ sabaoth или tzva’ot, «воинства») — неоднократно встречающееся в Библии совокупное именование ангелов, а также небесных светил.
В европейских языках понятие передаётся как англ. Heaven Host (Heavenly host), фр. Milice céleste. Однозначного качественного определения состава «небесного воинства» нет. Конкретное его содержание, в зависимости от контекста, может изменяться в широких пределах — вплоть до включения в него падших ангелов. Поэтому, если в одном составе небесные воинства очевидно объединяют лучшие из Сил, то в других Библия не только предостерегает от религиозного поклонения (Втор. 4:19), но и даже предписывает карать смертью тех, кто «…пойдёт и станет служить иным богам, и поклонится им, или солнцу, или луне, или всему воинству небесному» (Втор. 17:2–5).
Соответственно, на контекстуальной основе определяются и объекты богослужебного почитания и иконографии, определяемые с использованием термина небесного воинства. К понятию небесного воинства тесно примыкает понятие Небесных Сил (иногда просто Сил) и этимология одного из имён Господа — Саваоф.

## Развитие определения
В Библии небесное воинство (греч. ἡ στρατιὰ τοῦ οὐρανοῦ) упоминается в Книге Царств: 

…я видел Господа, сидящего на престоле Своём, и всё воинство небесное стояло при Нём, по правую и по левую руку Его
— 3Цар. 22:19
и в повторении этого же отрывка в 2Пар. 18:18.
В Новом Завете евангелист Лука повествует: «И внезапно явилось с Ангелом многочисленное воинство небесное, славящее Бога и взывающее: слава в вышних Богу, и на земле мир, в человеках благоволение!» (Лк. 2:13).
Вместе с тем, пророк Исайя применяет термин «небесное воинство» и к падшим ангелам. В этом фрагменте «воинство выспреннее» также выступает как своего рода синоним; буквально эти слова переводятся как «воинство высоты»:

И… посетит Господь воинство выспреннее на высоте и царей земных на земле.
— Ис. 24:21–23
Далее Исаия продолжает: «И будут собраны вместе, как узники, в ров, и будут заключены в темницу, и после многих дней будут наказаны. И покраснеет луна, и устыдится солнце, когда Господь Саваоф воцарится на горе Сионе и в Иерусалиме». В этом фрагменте луна и солнце не входят в число наказанного воинства; они стыдятся увиденного, глядя со стороны. Но синтаксис следующего отрывка из Второзакония не исключает трактовки, при которой небесные светила входят в перечисление составных частей «небесного воинства»:

И дабы ты, взглянув на небо и увидев солнце, луну и звезды [и] всё воинство небесное, не прельстился и не поклонялся им и не служил им, так как Господь, Бог твой, уделил их всем народам под всем небом
— Втор. 4:19
«Православная энциклопедия» констатирует, что без контекста трудно точно определить наполнение понятия «небесное воинство». В некоторых случаях оно употребляется как образное выражение впечатляющей множественности, силы. С небесным воинством сопоставляется потомство, обещаемое царю Давиду (Иер. 33:22; ср.: Иов. 25:3. В книге Исайи оно также употреблено в значении «множество» (Ис. 34:2).
Эту трудность пытались преодолеть ещё в древние времена семьдесят толковников, работая над своим переводом.
- В 3Цар. 22:19 и 2Пар. 18:18 это «воинство небесное» — греч. ἡ στρατιὰ τοῦ οὐρανοῦ, ивр. צְבָא הַשָּׁמַיִם‎ (tzba e’shmim)[2].
- У Неемии «небо, небеса небес и всё воинство их» (Неем. 9:6) — на ивр. אֶת הַשָּׁמַיִם שְׁמֵי הַשָּׁמַיִם וְכָל צְבָאָם‎ (ath e’shmim shmi e’shmim u’kl tzba’m)[3]. Однако в Септуагинте понятие «воинства» (στρατιαι) фигурирует лишь в завершении стиха: греч. καὶ σοὶ προσκυνοῦσιν αἱ στρατιαὶ τῶν οὐρανῶν («…и небесные воинства Тебе поклоняются»). При этом в вышепереведённом фрагменте первой половины этого стиха слова «воинство» нет: в греч. τὸν οὐρανὸν καὶ τὸν οὐρανὸν τοῦ οὐρανοῦ καὶ πᾶσαν τὴν στάσιν слово «στάσιν» играет роль местоимения, относящегося к «небесам небес» (ср. англ. and all the host thereof).

- В 4-й Книге Царств «и поклонялись всему воинству небесному» (4Цар. 17:16) — ивр. וַיִּשְׁתַּחֲווּ לְכָל צְבָא הַשָּׁמַיִם‎ (u·ishthchuu l’kl tzba e’shmim)[4]. Однако в греческом переводе объект поклонения — «силы небесные»: греч. δυνάμει τοῦ οὐρανοῦ[5].
- В Псалтири «воинству» во фразе «Словом Господа сотворены небеса, и духом уст Его — все воинство их» (Пс. 32:6) так же соответствует «kl tzba·m» в 33-м псалме ивр. כָּל צְבָאָם‎[6].
- Во Второзаконии:
  - перечислению «…солнце, луну и звезды [и] все воинство небесное» (Втор. 4:19) соответствует ивр. אֶת הַשֶּׁמֶשׁ וְאֶת הַיָּרֵחַ וְאֶת הַכּוֹכָבִים כֹּל צְבָא הַשָּׁמַיִם‎ (ath e·shmsh u·ath e·irch u·ath e·kukbim kl tzba e·shmim)[7].
  - перечислению «…или солнцу, или луне, или всему воинству небесному…» (Втор. 17:3) соответствует ивр. וְלַשֶּׁמֶשׁ אוֹ לַיָּרֵחַ אוֹ לְכָל צְבָא הַשָּׁמַיִם‎ (u l·shmsh au·l·irch au·l kl tzba e·shmim)[8].
- У пророка Даниила звёзды и воинство небесное разделены: «…и вознесся до воинства небесного, и низринул на землю часть сего воинства и звезд и попрал их» (Дан. 8:10); в оригинале это звучит ивр. וַתִּגְדַּל עַד צְבָא הַשָּׁמָיִם וַתַּפֵּל אַרְצָה מִן הַצָּבָא וּמִן הַכּוֹכָבִים וַתִּרְמְסֵם‎ (u·thgdl od tzba e·shmim u·thphl artz·e mn e·tzba u·mn e·kukbim u·thrms·m)[9].

В продолжение описания этого видения Даниил упоминает и Вождя воинства (ивр. שַׂר הַצָּבָא‎,
shr -e·tzba): «…и даже вознесся на Вождя воинства сего, и отнята была у Него ежедневная жертва, и поругано было место святыни Его. И воинство предано вместе с ежедневною жертвою за нечестие» (Дан. 8:11–12).
В новозаветных текстах на греческом, привлекаемых к раскрытию содержания категории «небесное воинство», с определением «небесного» (греч. τοῦ οὐρανοῦ, уранос) соединяется уже не столько «воинство» как образ силы (греч. ἡ στρατιὰ, морфема та же, что и в «стратегии»), сколько сила абсолютная, близкая к «физической» (греч. ἡ δύναμις, морфема та же, что и в «динамике»):

солнце померкнет, и луна не даст света своего, и звезды спадут с неба, и силы небесные поколеблются
— Мф. 24:29
Понятие греч. ἡ δύναμις τοῦ οὐρανοῦ приближается к «силе неба». Апостол Павел в своих посланиях использует философское понятие силы для образования категории, которая позднее развивается в ангелологии в один из элементов иерархии ангелов:
- «Ибо я уверен, что ни смерть, ни жизнь, ни Ангелы, ни Начала, ни Силы, ни настоящее, ни будущее, ни высота, ни глубина, ни другая какая тварь…» (Рим. 8:38–39)
- «по действию державной силы Его, которою Он воздействовал во Христе, воскресив Его из мертвых и посадив одесную Себя на небесах, превыше всякого Начальства, и Власти, и Силы, и Господства, и всякого имени, именуемого не только в сем веке, но и в будущем…» (Еф. 1:19–21)

В том же контекстуальном обрамлении развивает понятие Силы и Апостол Пётр:
- «Который, восшед на небо, пребывает одесную Бога и Которому покорились Ангелы и Власти и Силы» (1Петр. 3:22)

Во втором Послании к Фессалоникийцам:
- «явление Господа Иисуса с неба, с Ангелами силы Его, в пламенеющем огне совершающего отмщение не познавшим Бога…» (2Фес. 1:7–8)

Таким образом, небесное воинство представляется как историческая категория, смысловое наполнение которой изменялось по мере развития человечества. Тот факт, что и одушевлённые ангельские силы, и неодушевлённые светила могли определяться в Ветхом Завете при помощи одного и того же выражения, современное православное богословие объясняет недостаточными представлениями об окружающей действительности, свойственными человечеству на заре цивилизации. Это «коренилось в их понимании мира как существа одушевлённого. Объяснение этому одни из них находили в том, что мир оживотворяется Самим Богом, другие — в том, что мир полон богов. Соответственно солнце, луна, „царица неба“ Иштар, планета Венера и вообще всё „воинство небесное“ выступают в качестве главных действующих лиц в языческих астральных культах».

## Воинство Господне
Словосочетание «воинство Господне» используется в книге Иисуса Навина при описании встречи полководца с ангелом:

Иисус, находясь близ Иерихона, взглянул и видит, и вот стоит пред ним человек, и в руке его обнаженный меч. Иисус подошел к нему и сказал ему: наш ли ты, или из неприятелей наших? Он сказал: нет; я вождь воинства Господня, теперь пришел [сюда]. Иисус пал лицем своим на землю, и поклонился и сказал ему: что господин мой скажет рабу своему? Вождь воинства Господня сказал Иисусу: сними обувь твою с ног твоих, ибо место, на котором ты стоишь, свято. Иисус так и сделал
— Нав. 5:13–15
В оригинале книги в последнем предложении слова «вождь воинства Господня» переданы через shr-tzba, то есть так же, как и в Дан. 8:11:

ивр. וַיֹּאמֶר שַׂר צְבָא יְהוָה אֶל יְהוֹשֻׁעַ שַׁל נַעַלְךָ מֵעַל רַגְלֶךָ כִּי הַמָּקוֹם אֲשֶׁר אַתָּה עֹמֵד עָלָיו קֹדֶשׁ הוּא וַיַּעַשׂ יְהוֹשֻׁעַ כֵּן‎
Подстрочный перевод на русский
И он говорит, вождь воинства Ягве, Иисусу: сними сандалии свои с ног своих, ибо место, на котором стоишь ты, свято оно. И поступает так Иисус.

Уточняющий тетраграмматон (shr-tzba yhwh) в этом месте текста книги Навина однозначно указывает: перед Иисусом — не сам Господь воинств, а посланный им ангел (традиционно предполагается, что это архангел Михаил). В тексте книги Даниила такого уточнения нет, и поэтому местоимения, относящиеся к предводителю воинства, пишутся там с заглавной буквы: подразумевается, что это сам Господь воинств.

## Саваоф — Господь воинств
Господь — создатель (Быт. 2:1, Пс. 32:6) и единственный творец (Неем. 9:6) небесного воинства, давший ему закон (Ис. 45:12). С ролью Господа как предводителя небесного воинства (Ис. 40:26, ср. Дан. 4:32) связано одно из его имён, Саваоф (ивр. יהוה צבאות‎, şəbā’ôt) — в еврейском языке şābā’ означает «воинство». Сочетание это в Септуагинте передано тремя разными вариантами; в том числе транслитерацией Σαβαωθ и как Господь сил, τῶν δυνάμεων (ср.: Спас в силах). Здесь также любые выводы, базирующиеся только на русской этимологии, были бы поверхностны: экзегеза этих определений невозможна без глубокого анализа еврейских первоисточников и исторических обстоятельств их перевода на греческий.
Синтаксис древнееврейского языка допускает несколько вариантов осмысления словосочетания «Ягве Цеваот»:
- как безглагольное предложение («Господь [есть] Саваоф»),
- как сочетание глагол + объект («Он, Который создаёт воинства»; ср.: Пс. 32:6),
- как пара существительных, одно из которых выступает в роли:
  - приложения (напр., «Господь Воитель»), либо
  - усилительной абстракции понятия (в случае греч. Κύριος παντοκράτωρ — силы[12])
  - определения связи или отношения — «Господь воинств».

Последний вариант является одним из традиционных; его обоснование тщательно разработано на эпиграфических свидетельствах и ханаанских глоссах в Амарнских письмах. Однако применительно к определению состава понятия «Небесное воинство» эта разработка не даёт однозначной дефиниции. В разных контекстах под «воинствами» могут пониматься:
- войска Израиля — 1Цар. 17:45;
- небесные существа — 3Цар. 19:23, Пс. 102:19–22, Пс. 148:1–5, Дан. 8:10–13;
- собор (сонм, совет) святых, окружающих Господа — Пс. 81:1, Пс. 88:8;
- небесные светила и звёзды — Втор. 4:19, 4Цар. 23:4–5

а в расширительной трактовке слов «Так совершены небо и земля и всё воинство их» (Быт. 2:1) как исчерпывающего перечисления к «воинству» оказываются причислены вообще все земные и небесные существа.

## Иконография и гимнография
Прославлению небесных бесплотных сил в седмичном круге богослужений отведён понедельник. Главная тема этого дня звучит на утрене в стихире пятого гласа:

Благословено воинство небеснаго Царя: аще бо и земнороднии беша страстотерпцы, но ангельское достоинство потщашеся достигнути, о телесех нерадиша, и страданьми безплотных сподобишася чести. Тем же молитвами их Господи, низпосли нам велию милость
Первые слова этой стихиры взяты как имя иконы, написанной, по преданию, в первое десятилетие после Казанского похода Ивана Грозного (1552 год) в память об этом третьем, последнем походе, — «Благословенно воинство Небесного Царя», также называемая «Церковь воинствующая».
Идейный источник этого иконографического типа — Откровение Иоанна Богослова. Его образы — Небесный Иерусалим (Откр. 21:10-21), истекающая из рая река «воды животныя» (воды жизни, Откр. 22:1), объятый пожаром «град великий» — апокалиптический Вавилон (Откр. 18:2-6, Откр. 18:18-20). Сам архангел Михаил может быть представлен на этих иконах, по тексту Апокалипсиса, в виде огненного ангела (Откр. 10:1-2) — например, на иконе конца XVI века из Чудова монастыря.
За пределами Руси один из старейших образцов иконографии небесного воинства — греческая икона, написанная около 1500 года и находящаяся в монастыре Богородицы Платитеры на острове Корфу. Из «Иерусалима земного» выходят две процессии. Праведники со своими крестами шествуют в гору к раю — «Иерусалиму небесному», вторая же процессия низвергается в ад.
Небесное воинство, шествующее вослед архангелу Михаилу, представлено на иконах XVI века «Страшный Суд» (Национальный музей в Стокгольме; Воскресенский собор в Тутаеве). В те же годы оно было изображено и на «Великом стяге» Иоанна Грозного.